# Monaster św. Jana Chrzciciela w Moskwie
Monaster św. Jana Chrzciciela – prawosławny żeński monaster stauropigialny w Moskwie, powstały najpóźniej na początku XV w., zlikwidowany przez władze radzieckie w 1927 i otwarty ponownie w 2000.
Monaster znajduje się w dzielnicy Biały Gród, części rejonu Basmannego, na wzniesieniu, które od wezwania klasztoru przyjęto określać Iwanowską Gorą.

## Historia
Pierwsza wzmianka o monasterze znajduje się w latopisie pod datą 1415. Wspólnota znajdowała się ówcześnie w innym miejscu – na Zamoskworieczju, w miejscu, gdzie wzniesiono następnie cerkiew Ścięcia Głowy św. Jana Chrzciciela. Przeniesienie na nowe miejsce miało miejsce do początku XVI stulecia. Klasztor cieszył się znacznym szacunkiem ze strony rodziny panującej, odwiedzali go carowie Iwan IV Groźny oraz Michał I z małżonką. Monaster otrzymywał od carów hojne dary pieniężne i rzeczowe. Wśród rodzin, które również wspierały wspólnotę, byli Łobanowowie, Chowańscy, Golicynowie, Wołkońscy i Mieszczerscy.
W XVIII w. w monasterze przez pewien czas żyła mniszka-zatwornica Dosytea, uważana za życia za świętą i otaczana ze strony wiernych szczególną czcią. Swój rozkwit monaster przeżywał w II połowie XIX w., gdy szczególną opieką otoczył go metropolita moskiewski Filaret. Był on inicjatorem przebudowy i rozbudowy kompleksu klasztornego, jednak z różnych powodów zaplanowane prace przeciągnęły się i zakończono je dopiero w 1879. Równocześnie z rozbudową zabudowań monasterskich we wspólnocie wprowadzono ścisłą regułę cenobityczną. W 1879 otwarto do użytku liturgicznego sobór Ścięcia Głowy św. Jana Chrzciciela, główną cerkiew klasztorną. Oprócz ołtarza głównego posiadała ona dwa boczne, poświęcone św. Mikołajowi oraz Kazańskiej Ikonie Matki Bożej. W tym samym roku otwarta została druga cerkiew, której patronką została św. Elżbieta Cudotwórczyni. W końcu stulecia wzniesiono dodatkowo kaplicę św. Jana Chrzciciela.
Klasztor pozostawał czynny do 1927; po rewolucji październikowej jego funkcjonowanie było utrudniane. Po ostatecznej likwidacji wspólnoty przez władze radzieckie w dawnej siedzibie monasteru umieszczono więzienie, następnie ciepłownię, archiwum i szwalnię. Ostatnie mniszki musiały wyjechać z Moskwy. Niektóre z nich w kolejnych latach odbywały kary zesłania lub zostały oskarżone o prowadzenie agitacji antyradzieckiej i padły ofiarą terroru stalinowskiego.
Z inicjatywą reaktywacji monasteru wystąpił protoprezbiter Siergiej Romanow z cerkwi św. Włodzimierza w Moskwie, przywróconej w 1991 do użytku liturgicznego. W tym samym roku duchowny podjął prace na rzecz zgromadzenia nowej wspólnoty mniszej i odbudowy budynków klasztornych. Święty Synod Rosyjskiego Kościoła Prawosławnego postanowił restytuować monaster w 2000, a jego pierwszą przełożoną mianował mniszkę Atanazję z Piuchtickiego Monasteru Zaśnięcia Matki Bożej. Pierwsze postrzyżyny mnisze w klasztorze odbyły się trzy lata później. W kolejnych latach trwała odbudowa i restauracja budynków monasterskich, w tym cerkwi.
Głównymi przedmiotami kultu w monasterze są wystawione w soborze monasterskim ikony świętej mniszki Elżbiety (ihumeni żyjącej w V w. Konstantynopolu) oraz patrona klasztoru. Według tradycji przed tym ostatnim wizerunkiem modlili się carowie. Ikona ta przetrwała okres radziecki w cerkwi Świętych Piotra i Pawła w rejonie Tagańskim. W cerkwi św. Elżbiety przechowywana jest ponadto kopia Smoleńskiej Ikony Matki Bożej, która według źródeł cerkiewnych w niewytłumaczalny sposób wydziela mirrę.

## Związani z monasterem
W monasterze służył ks. Aleksy Skworcow, w 2004 kanonizowany jako jeden z Soboru Nowomęczenników i Wyznawców Rosyjskich.